# Seznam kanadskih astronavtov
Seznam kanadskih astronavtov.

## B
- Roberta Bondar

## C
- Gregory Chamitoff

## G
- Marc Garneau

## H
- Chris Hadfield

## M
- Steven MacLean

## P
- Julie Payette

## T
- Robert (Brent "Bob") Thirsk
- Bjarni Tryggvason